# Xã Miller, Quận Huntingdon, Pennsylvania
Xã Miller (tiếng Anh: Miller Township) là một xã thuộc quận Huntingdon, tiểu bang Pennsylvania, Hoa Kỳ. Năm 2010, dân số của xã này là 462 người.